# Аксельрод, Зелик Моисеевич
Зе́лик Моисе́евич Аксельро́д (идиш זעליק אַקסעלראָד‎; 30 декабря 1904, Молодечно — 26 июня 1941, Минск) — еврейский советский поэт, редактор. Писал на идише. Брат художника Меера Аксельрода.

## Биография

Зелик и Меер. Рисунок Меера Аксельрода, брата Зелика

Много скитался вследствие Первой мировой войны, учился в Москве в Педагогическом институте им. А. С. Бубнова и в Литературном институте им. В. Я. Брюсова, после чего вернулся в Минск. За короткую жизнь выпустил четыре книжки стихов, первую в 1922 году. С успехом выступал в Минске со стихами, познакомил одну из поклонниц Ривку Рубину с братом Меером, что завершилось их браком. Один сборник вышел в 1937 году на русском в переводах Михаила Светлова. Постоянно обвинялся критиками в «буржуазном индивидуализме», «нездоровом интересе к прошлому» и т. п. Был ответственным секретарём, а затем и последним главным редактором журнала «Белостокер штерн». Вместе с Изи Хариком возглавлял секцию еврейских писателей при Союзе писателей Белоруссии, Харик был арестован в 1937 году вместе с многими еврейскими писателями в Минске.
В 1939 году Зелик Аксельрод поехал в Белосток, где опекал группу еврейских писателей, бежавших из Польши и редактировал газету «Белостокер штерн» (единственное периодическое издание на идише в Западной Белоруссии). Там он встретил Перл Вайсенберг, дочь известного еврейского писателя Ицхока-Меера Вайсенберга, и женился на ней.
Выступал против закрытия школ на идише, обратился вместе с Гиршем Каменецким с письмом к первому секретарю компартии Белоруссии П. К. Пономаренко. На собрании еврейских писателей Минска 30 мая 1941 года резко возражал секретарю Союза писателей Белоруссии М. Лынькову, утверждавшему, «что еврейские советские писатели… не создали образы героев большой значимости», вскоре был арестован. На допросе 18 июня был обвинён в причастности к «писательской националистической организации».
Вместе с ним были арестованы Эли Каган и Гирш Берёзкин. По показаниям очевидцев, 26 июня 1941 года при отступлении Красной Армии из Минска заключённых отвезли в лес, отобрали политических и расстреляли, в том числе и Аксельрода, которому было 37 лет, Каган и Берёзкин уцелели чудом. Родные Аксельрода знали лишь об аресте, хлопотали об освобождении, добились заступничества Ильи Эренбурга и долгие годы получали противоречивые ответы на запросы о судьбе Зелика Аксельрода. Реабилитирован 7 июня 1957 года (по другим данным, дело было не закончено и прекращено в 1957 году).
Несколько книг вышло посмертно, в составлении участвовал брат Меер Аксельрод и его жена писательница Ривка Рубина, вышла книга и в переводе на русский, предисловие Р. Рубиной, оформление М. Аксельрода, большая часть переводов — Елена Аксельрод. Одна книга вышла много после его смерти в Нью-Йорке в 1961 году.

## Основные книги
- «Цапл» («Трепет», 1922)
- «Лидер» («Стихи», 1932)
- «Ун видер лидер» («И снова стихи», 1935)
- «Ойг аф ойг» («С глазу на глаз», 1937)
- «Ройтармеише лидер» («Красноармейские стихи», 1939).
- «Лидер (замлунг)» (Сборник избранных стихов. Нью-Йорк, 1961)
- «Лидер» («Стихи», 1980)

### На русском языке
- Стихи / Пер. с евр. М.: Гослитиздат, 1937. 125 с.
- Утренний свет: Стихи / Пер. с евр. М.: Сов. писатель, 1963. 123 с.: ил.